# Beitar Jerusalem
Beitar Jerusalem Football Club (hebräisch מועדון כדורגל בית"ר ירושלים Mōadōn Kadūregel Beitár Yerushaláyim, auch bekannt als Beitar Yerushalayyim) ist ein israelischer Fußballverein in Jerusalem. Entstanden in den 1920er Jahren als Teil der revisionistisch-zionistisch ausgerichteten Betar-Bewegung, hat der Verein eine große Nähe zu Benjamin Netanjahu und seiner nationalkonservativen Partei Likud und Anhänger vor allem im politisch rechten Spektrum.

## Geschichte

### Frühe Geschichte
David Horn und Shmuel Kirschstein, Anhänger von Betar, entschieden sich 1936 eine Fußballmannschaft zu gründen. Hadar (Selbstachtung) und Hod (Ehre), als Grundprinzipien der Betar-Bewegung, sollten auch die Grundprinzipien dieser Mannschaft sein. Deswegen bestand die Mannschaft zunächst ausschließlich aus Anhängern Betars. Aufgrund der politischen Verwicklungen mit der revisionistischen Partei kam es zu Auseinandersetzungen zum einen mit Anhängern Hapoel Jerusalems, die zu der Zeit der Sozialistischen Partei nahestanden, und andererseits mit der britischen Autorität, da Palästina unter britischem Mandat stand. Einige Mitglieder Beitar Jerusalems waren zudem bei Irgun Tzwa’i Le’umi oder Lechi, zwei militärischen Untergrundorganisationen, die für die Unabhängigkeit von der britischen Kontrollmacht kämpften. Viele Spieler wurden deshalb verhaftet und ins Exil nach Eritrea oder Kenia gebracht, kehrten jedoch nach der israelischen Staatsgründung 1948 wieder zurück. Um Verbindungen zur Irgun zu leugnen, nannte David Horn die Mannschaft für kurze Zeit in Nordia Jerusalem um.

### 1950er und 1960er Jahre
Beitar begann in den 1950er Jahren in der Bet League, der seinerzeit zweithöchsten Spielklasse Israels. 1953 gelang der Aufstieg in die Aleph League, jedoch musste der Verein nach nur einem Jahr wieder absteigen. Zwar gelang 1958 die Meisterschaft in der Bet League, jedoch wurde die Liga neu strukturiert und Beitar verblieb in der jetzt in Aleph League umbenannten Liga. Ziel war es nun, in die neu geschaffene National League, die höchste Spielklasse, aufzusteigen. 1968 gelang dieses Ziel.

### 1970er und 1980er Jahre
1975 machte Beitar negative Schlagzeilen: Während eines Spiels gegen Hapoel Petakh Tiqwa stürmten die Anhänger Beitars das Spielfeld und attackierten Spieler und Fans von Hapoel. Als Strafe mussten einige Heimspiele vor leeren Rängen in anderen Städten ausgetragen werden. Ein geplanter Zwangsabstieg wurde durch die Intervention der Knesset-Abgeordneten Jossi Sarid und Ehud Olmert vom Likud abgewehrt. Im folgenden Jahr gelang der erste größere Erfolg, als der Pokal im Finale gegen Maccabi Tel Aviv mit 2:1 gewonnen werden konnte. 1979 konnte der Erfolg gegen den gleichen Gegner mit dem gleichen Ergebnis wiederholt werden.
1980 musste Beitar als Tabellenletzter absteigen, schaffte aber schnell den Wiederaufstieg. 1984 spielte man um die Meisterschaft mit. Am letzten Spieltag genügte ein Unentschieden gegen Hapoel Tel Aviv. Allerdings verlor man und der Titel ging an Maccabi Haifa. Seither sind die Anhänger Hapoel Tel Avivs und Beitars untereinander verhasst. 1985 gelang der erneute Pokalsieg, der 1986 wiederholt wurde. 1987 spielte Beitar die gesamte Saison in Tel Aviv im Bloomfield-Stadion, wurde aber dennoch zum ersten Mal in der Vereinsgeschichte israelischer Meister. 1989 erreichte man erneut das Pokalfinale und schlug Maccabi Haifa im Elfmeterschießen.

### 1990er Jahre

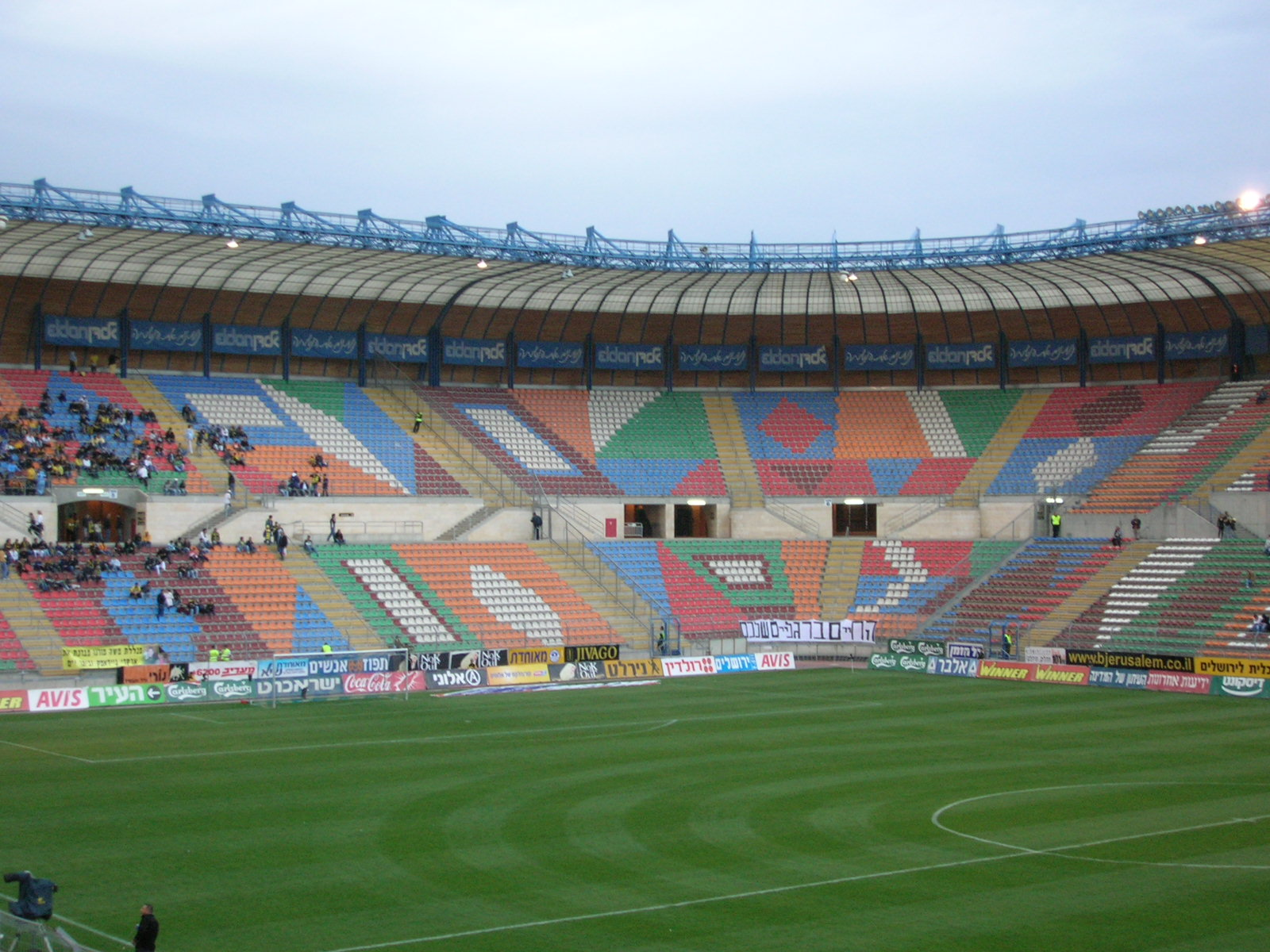
Innenansicht des Teddy-Stadions

1991 musste Beitar in die zweite Liga, die Liga Artzit, absteigen. Der sofortige Wiederaufstieg gelang und Beitar feierte 1993 als Aufsteiger zum zweiten Mal den israelischen Meistertitel. 1997 wurde Beitar erneut Meister und verteidigte den Titel im folgenden Jahr. Wegen schlechter Finanzpolitik stand der Verein allerdings kurz vor dem Bankrott. Das Trainingsgelände musste verkauft werden. Die Firmengruppe von Kobi Ben Gur übernahm den Verein.

### Seit den 2000ern
Durch die Zweite Intifada und die dadurch drohende Gefahr auf öffentlichen Plätzen und Veranstaltungen verlor Beitar massiv an Zuschauerzuspruch. Auch die finanziellen Probleme setzten dem Verein stark zu. Im August 2005 wurde Beitar vom russischstämmigen Milliardär Arcadi Gaydamak gekauft. Sein Engagement ist allerdings bei den Beitar-Fans sehr umstritten. Vor allem eine diplomatische Geste, als er FC Bnei Sachnin 400.000 US-Dollar überwies, und der Rauswurf des beliebten Trainers Eli Ohana erzürnte die Anhänger. Die Ankündigung Gaydamaks, einen arabischen Spieler (Abbas Suan) verpflichten zu wollen, wurde aufgrund der massiven Fanproteste nicht vollzogen. Bis 2013 hatte der Verein keine arabischen Spieler aufgenommen. 2008 konnte Beitar sowohl die israelische Meisterschaft als auch den Landespokal gewinnen und letzteren 2009 verteidigen.
Im Jahr 2018 kündigte der Verein an, wegen der Verlegung der amerikanischen Botschaft nach Jerusalem zu Ehren des US-Präsidenten Donald Trump in den Vereinsnamen den Bestandteil „Trump“ aufzunehmen. Der Soziologe Tamir Sorek hält eine offizielle Umbenennung für unwahrscheinlich, da der israelische Fußballverband nur verstorbene Personen in Vereinsnamen erlaubt und aus den Reihen der Vereinsfans in den sozialen Medien heftiger Widerstand gegen die Umbenennung registriert wurde.
Im August 2018 erwarb der Blockchain-Investor Moshe Hogeg den Verein für 26,5 Millionen Schekel. Am 7. Dezember 2020 gab der Verein bekannt, dass der emiratische Scheich Hamad Bin Chalifa al-Nahjan 50 Prozent der Anteile am Fußballverein gekauft hat.

## Erfolge
- Israelische Meisterschaft (6): 1987, 1993, 1997, 1998, 2007, 2008
- Israelischer Fußballpokal (8): 1976, 1979, 1985, 1986, 1989, 2008, 2009, 2023
- Israelischer Ligapokal (1): 1998, 2010

## Stadion
Beitar spielt im Teddy-Stadion. Das 31.733 Zuschauer fassende Stadion ist wegen der hitzigen Stimmung, welche durch die Benutzung zweier sowohl sportlich als auch politisch konkurrierender Fußballclubs zustande kommt, unter dem Spitznamen Gehinnom (Hölle) bekannt.

## Rassismus und Islamfeindlichkeit
Rund 20 Prozent der israelischen Staatsbürger sind Araber muslimischen Glaubens, doch Beitar Jerusalem weigert sich seit mehr als siebzig Jahren, muslimische Araber in die Mannschaft aufzunehmen. Einige Anhänger der Mannschaft sind bekannt für ihre rechtsextreme politische Ausrichtung und vor allem für ihren rabiaten Rassismus. Bei einem Spiel kurz vor dem Holocaust-Gedenktag 2013 zeigten sie im Stadion ein Banner mit der Aufschrift „Beitar ewig rein“ (בית"ר טהורה לעד) und „70 Jahre Prinzipien“ (70 שנים של עקרונות), um gegen die Pläne zu protestieren, zwei muslimische Spieler aus Tschetschenien in die Mannschaft aufzunehmen. Ein früherer muslimischer Spieler, Ibrahim Nadallah aus Nigeria, musste die Mannschaft aufgrund der ständigen rassistischen Beschimpfungen durch die eigenen Fans verlassen. Auch rassistische Beschimpfungen gegen Fußballspieler anderer Mannschaften stehen an der Tagesordnung, so zum Beispiel der Sprechchor „Gebt Toto eine Banane“ gegen Toto Tamuz. Im März 2012 griffen hunderte Beitar-Anhänger nach einem verlorenen Spiel arabische Angestellte eines Einkaufszentrums an und riefen rassistische Parolen. Die Polizei schritt nicht ein. Die Ausschreitungen wurden in Israel selbst vielfach als Pogrom charakterisiert, darunter vom stellvertretenden Bürgermeister von Jerusalem, Pepe Alalu. Einige Fan-Gruppierungen sind offen rassistisch und stolz darauf: Wenn die Mannschaft zum Aufwärmen auf das Spielfeld kommt, intonieren die Fans: „Hier kommt sie, die rassistischste Mannschaft des Staates [Israel]“ (הנה היא עולה, הקבוצה הגזענית של המדינה). Weitere gängige Schlachtrufe sind „Tod den Arabern“ und „Vernichtet die Feinde Israels“. 2011 veröffentlichte die israelische Zeitung Haaretz ein Foto, das die Beitar-Fankurve mit einer Fahne der faschistischen Kach-Bewegung zeigt.
La Familia, eine Ultra-Gruppierung um Beitar, bilden den Kern der rechtsradikalen Anhängerschaft. Diese Fangruppierung hat Anhängerschaften auch im Militär und ist für Waffenhandel und Brandanschläge gegen politisch unliebsame Gegner bekannt. Seit ihrer Gründung 2005 habe sie sich schnell als maßgeblicher Treiber der „vereinsinternen sowie nationalen politischen Debatte“ etabliert.

## Trainer
- Emmanuel Scheffer (Juni 1979 – Juni 1980)
- Dror Kashtan (Juli 1988 – Juni 1989, Juli 1992 – Juni 1994, Juli 1997 – Juni 1999)
- Yossi Mizrahi (Juli 1994 – Juni 1995, Juli 2001 – Januar 2002, Oktober 2006 – Juni 2007, August 2020 – September 2020, März 2021 – Juni 2021)
- Eli Cohen (Juni 1995 – Juni 1997, Februar 2012 – Juni 2014)
- Eli Ohana (Juli 1999 – Juni 2000, Juli 2003 – August 2005)
- Eli Guttman (Juli 2000 – Juni 2001)
- Guy Azouri (September 2005 – Dezember 2005)
- Ton Caanen (Oktober 2005 – Dezember 2005)
- Luis Fernández (Dezember 2005 – Dezember 2006)
- Osvaldo Ardiles (Juli 2006 – Oktober 2006)
- Itzhak Shum (Juli 2008 – September 2008, Juli 2009 – Februar 2010)
- Reuven Atar (September 2008 – Juni 2009)
- David Amsalem (Februar 2010 – März 2010; Co-Trainer: Juli 2009 – Februar 2010, März 2010 – Juni 2010)
- Shimon Hadari (März 2010 – Juni 2010)
- Uri Malmillian (Juli 2010 – Juni 2011)
- Ronny Levy (Januar 2011 – Mai 2011, Dezember 2013 – Mai 2014, Juni 2020 – August 2020)
- Meni Koretski (Juli 2014 – Januar 2015)
- Slobodan Drapić (Juli 2015 – Juni 2016, September 2020 – März 2021)
- Ran Ben Shimon (Juli 2016 – Februar 2017)
- Sharon Mimer (Februar 2017 – August 2017)
- Guy Levy (August 2017 – September 2017)
- Beni Ben Zaken (August 2017 – Juni 2018)
- Guy Luzon (Juni 2018 – Juni 2019)
- Nir Klinger (Oktober 2018 – Juni 2019)
- Erwin Koeman (Juli 2021 – November 2021)
- Yossi Mizrahi (Dezember 2021 – Januar 2022)
- Yossi Abukasis (seit Februar 2022)[16]